# AMD Radeon serie Rx 200
La serie AMD Radeon R5/R7/R9 200 è una famiglia di schede video per computer sviluppata da AMD. È basata su un processo a 28 nm prodotti da TSMC o Common Platform, sono state presentare il 25 settembre 2013 al AMD GPU TECH 2014.

## Prodotti

### Desktop
| Modello            | Lancio     | Nome In Codice | Architettura | Fab (nm) | Transistor (milioni) | Die Size (mm2) | Interfaccia Bus (PCIe) | Clock      | Clock       | Clock          | Core Configs      | Fillrate     | Fillrate       | Memoria      | Memoria  | Memoria          | Potenza di elaborazione (GFLOPS) | Potenza di elaborazione (GFLOPS) | TDP (W) | API         | API    | API    | API    | Prezzo iniziale (USD) |
| Modello            | Lancio     | Nome In Codice | Architettura | Fab (nm) | Transistor (milioni) | Die Size (mm2) | Interfaccia Bus (PCIe) | Core (MHz) | Boost (MHz) | Memoria (MBPS) | Core Configs      | Pixel (GP/s) | Texture (GT/s) | Memoria (MB) | Tipo Bus | Bandwidth (GB/s) | Singola precisione               | Doppia precisione                | TDP (W) | DirectX     | OpenGL | OpenCL | Vulkan | Prezzo iniziale (USD) |
| ------------------ | ---------- | -------------- | ------------ | -------- | -------------------- | -------------- | ---------------------- | ---------- | ----------- | -------------- | ----------------- | ------------ | -------------- | ------------ | -------- | ---------------- | -------------------------------- | -------------------------------- | ------- | ----------- | ------ | ------ | ------ | --------------------- |
| Radeon R5 220 OEM  | 21/12/2013 | Cedar          | Terascale 2  | 40       | 292                  | 59             | 2.0 × 16               | 650        | 650         | 1066           | 80:8:4:2          | 2.6          | 5.2            | 1024         | DDR3     | 8.53             | 104                              | N.D.                             | 19      | 11.2 (11_0) | 4.4    | 1.2    | No     | N.D.                  |
| Radeon R5 230      | 03/04/2014 | Cedar          | Terascale 2  | 40       | 370                  | 67             | 2.0 × 16               | 625        | 625         | 1334           | 160:8:4:2         | 2.5          | 5.0            | 1024         | DDR3     | 10.67            | 200                              | N.D.                             | 19      | 11.2 (11_0) | 4.4    | 1.2    | No     | N.D.                  |
| Radeon R5 235 OEM  | 21/12/2013 | Caicos         | Terascale 2  | 40       | 370                  | 67             | 2.0 × 16               | 775        | 775         | 1800           | 160:8:4:2         | 3.1          | 6.2            | 1024         | DDR3     | 14.40            | 248                              | N.D.                             | 35      | 11.2 (11_0) | 4.4    | 1.2    | No     | N.D.                  |
| Radeon R5 235X OEM | 21/12/2013 | Caicos         | Terascale 2  | 40       | 370                  | 67             | 2.0 × 16               | 875        | 875         | 1800           | 160:8:4:2         | 3.5          | 7.0            | 1024         | DDR3     | 14.40            | 280                              | N.D.                             | 18      | 11.2 (11_0) | 4.4    | 1.2    | No     | N.D.                  |
| Radeon R5 240 OEM  | 01/11/2013 | Olanda         | GCN 1.0      | 28       | 950                  | 77             | 3.0 × 8                | 730        | 780         | 1800           | 384:24:8:6        | 6.2          | 18.7           | 2048         | DDR3     | 14.40            | 599                              | 37.4                             | 50      | 12 (11_1)   | 4.6    | 1.2    | 1.2    | N.D.                  |
| Radeon R7 240 OEM  | 01/11/2013 | Olanda         | GCN 1.0      | 28       | 950                  | 77             | 3.0 × 8                | 730        | 780         | 1800           | 320:20:8:5        | 6.2          | 15.6           | 2048         | DDR3     | 28.80            | 499                              | 31.2                             | 50      | 12 (11_1)   | 4.6    | 1.2    | 1.2    | 70                    |
| Radeon R7 250 OEM  | 08/10/2013 | Olanda         | GCN 1.0      | 28       | 950                  | 77             | 3.0 × 8                | 1000       | 1050        | 2000           | 384:24:8:6        | 8.4          | 25.2           | 2048         | DDR3     | 32.00            | 806                              | 50.4                             | 65      | 12 (11_1)   | 4.6    | 1.2    | 1.2    | N.D.                  |
| Radeon R7 250X     | 13/02/2014 | Capo Verde     | GCN 1.0      | 28       | 1500                 | 123            | 3.0 × 8                | 950        | 950         | 4500           | 640:40:16:10      | 15.2         | 38.0           | 1024         | GDDR5    | 72.00            | 1216                             | 76.0                             | 80      | 12 (11_1)   | 4.6    | 1.2    | 1.2    | 99                    |
| Radeon R7 260      | 17/12/2013 | Bonaire        | GCN 2.0      | 28       | 2080                 | 160            | 3.0 x 16               | 1000       | 1000        | 6000           | 768:48:16:12      | 16.0         | 48.0           | 2048         | GDDR5    | 96.00            | 1536                             | 96.0                             | 95      | 12 (12_0)   | 4.6    | 2.0    | 1.2    | 109                   |
| Radeon R7 260X     | 08/10/2013 | Bonaire        | GCN 2.0      | 28       | 2080                 | 160            | 3.0 x 16               | 1100       | 1100        | 6500           | 896:56:16:14      | 17.6         | 61.6           | 2048         | GDDR5    | 104.00           | 1971                             | 123.2                            | 115     | 12 (12_0)   | 4.6    | 2.0    | 1.2    | 139                   |
| Radeon R7 265      | 13/02/2014 | Pitcairn       | GCN 1.0      | 28       | 2800                 | 212            | 3.0 x 16               | 900        | 925         | 5600           | 1024:64:32:16     | 29.6         | 59.2           | 2048         | GDDR5    | 179.20           | 1894                             | 118.4                            | 150     | 12 (11_1)   | 4.6    | 1.2    | 1.2    | 149                   |
| Radeon R7 265X OEM | 12/08/2014 | Curaçao        | GCN 1.0      | 28       | 2800                 | 212            | 3.0 x 16               | 900        | 925         | 5600           | 1280:80:32:20     | 29.6         | 74.0           | 2048         | GDDR5    | 179.20           | 2368                             | 148.0                            | 150     | 12 (11_1)   | 4.6    | 1.2    | 1.2    | N.D.                  |
| Radeon R9 255 OEM  | 21/12/2013 | Capo Verde     | GCN 1.0      | 28       | 1500                 | 123            | 3.0 x 16               | 900        | 930         | 4600           | 512:32:16:8       | 14.8         | 29.7           | 2048         | GDDR5    | 73.60            | 952                              | 59.5                             | 65      | 12 (11_1)   | 4.6    | 1.2    | 1.2    | N.D.                  |
| Radeon R9 260 OEM  | 21/12/2013 | Bonaire        | GCN 2.0      | 28       | 2080                 | 160            | 3.0 x 16               | 1100       | 1100        | 6500           | 896:56:16:14      | 17.6         | 61.6           | 1024         | GDDR5    | 104.00           | 1971                             | 123.2                            | 85      | 12 (12_0)   | 4.6    | 2.0    | 1.2    | N.D.                  |
| Radeon R9 270      | 12/11/2013 | Curaçao        | GCN 1.0      | 28       | 2800                 | 212            | 3.0 x 16               | 900        | 925         | 5600           | 1280:80:32:20     | 29.6         | 74.0           | 2048         | GDDR5    | 179.20           | 2368                             | 148.0                            | 150     | 12 (11_1)   | 4.6    | 1.2    | 1.2    | 179                   |
| Radeon R9 270X     | 08/10/2013 | Curaçao        | GCN 1.0      | 28       | 2800                 | 212            | 3.0 x 16               | 1000       | 1050        | 5600           | 1280:80:32:20     | 33.6         | 84.0           | 2048         | GDDR5    | 179.20           | 2688                             | 168.0                            | 180     | 12 (11_1)   | 4.6    | 1.2    | 1.2    | 199                   |
| Radeon R9 280      | 04/03/2014 | Tahiti         | GCN 1.0      | 28       | 4313                 | 352            | 3.0 x 16               | 827        | 933         | 5000           | 1792:112:32:28    | 29.8         | 104.5          | 3072         | GDDR5    | 240.00           | 3344                             | 836.0                            | 200     | 12 (11_1)   | 4.6    | 1.2    | 1.2    | 279                   |
| Radeon R9 280X     | 08/10/2013 | Tahiti         | GCN 1.0      | 28       | 4313                 | 352            | 3.0 x 16               | 850        | 1000        | 6000           | 2048:128:32:32    | 32.0         | 128.0          | 3072         | GDDR5    | 288.00           | 4096                             | 1024.0                           | 250     | 12 (11_1)   | 4.6    | 1.2    | 1.2    | 299                   |
| Radeon R9 285      | 02/09/2014 | Tonga          | GCN 3.0      | 28       | 5000                 | 366            | 3.0 x 16               | 918        | 918         | 5500           | 1792:112:32:28    | 29.3         | 102.8          | 2048         | GDDR5    | 176.00           | 3290                             | 205.6                            | 190     | 12 (12_0)   | 4.6    | 2.0    | 1.2    | 249                   |
| Radeon R9 290      | 05/11/2013 | Hawaii         | GCN 2.0      | 28       | 6200                 | 438            | 3.0 x 16               | 947        | 947         | 5000           | 2560:160:64:40    | 60.6         | 151.5          | 4096         | GDDR5    | 320.00           | 4849                             | 606.1                            | 275     | 12 (12_0)   | 4.6    | 2.0    | 1.2    | 399                   |
| Radeon R9 290X     | 24/10/2013 | Hawaii         | GCN 2.0      | 28       | 6200                 | 438            | 3.0 x 16               | 1000       | 1000        | 5000           | 2816:176:64:44    | 64.0         | 176.0          | 4096         | GDDR5    | 320.00           | 5632                             | 704.0                            | 290     | 12 (12_0)   | 4.6    | 2.0    | 1.2    | 549                   |
| Radeon R9 290X2    | 24/06/2014 | Hawaii         | GCN 2.0      | 28       | 6200                 | 438            | 3.0 x 16               | 1000       | 1000        | 5400           | 2816:176:64:44 x2 | 64.0 x2      | 176.0 x2       | 4096 x2      | GDDR5    | 345.60 x2        | 5632 x2                          | 704.0 x2                         | 580     | 12 (12_0)   | 4.6    | 2.0    | 1.2    | 1399                  |
| Radeon R9 295X2    | 29/04/2014 | Vesuvius       | GCN 2.0      | 28       | 6200                 | 438            | 3.0 x 16               | 1018       | 1018        | 5000           | 2816:176:64:44 x2 | 65.1 X2      | 179.2 X2       | 4096 x2      | GDDR5    | 320.00 x2        | 5733 x2                          | 716.7 x2                         | 500     | 12 (12_0)   | 4.6    | 2.0    | 1.2    | 1499                  |
| Modello            | Lancio     | Nome In Codice | Architettura | Fab (nm) | Transistor (milioni) | Die Size (mm2) | Interfaccia Bus (PCIe) | Core (MHz) | Boost (MHz) | Memoria (MBPS) | Config core       | Pixel (GP/s) | Texture (GT/s) | Memoria (MB) | Tipo Bus | Bandwidth (GB/s) | Singola precisione               | Doppia precisione                | TDP (W) | DirectX     | OpenGL | OpenCL | Vulkan | Prezzo iniziale (USD) |
| Modello            | Lancio     | Nome In Codice | Architettura | Fab (nm) | Transistor (milioni) | Die Size (mm2) | Interfaccia Bus (PCIe) | Clock      | Clock       | Clock          | Config core       | Fillrate     | Fillrate       | Memoria      | Memoria  | Memoria          | Potenza di elaborazione (GFLOPS) | Potenza di elaborazione (GFLOPS) | TDP (W) | API         | API    | API    | API    | Prezzo iniziale (USD) |

#### Radeon R9 295X2
La Radeon R9 295X2 è stata pubblicata il 21 aprile 2014. È una scheda video con doppia GPU da 4GB l'una. È la prima scheda video reference ad avere un sistema di dissipazione a liquido ad anello chiuso. Con 11.5 teraflops di potenza computazionale era la scheda video consumer più potente del mondo.

### Annotazioni
1. 1 2  Shading Units:TMUs:ROPs:Compute Units
2. 1 2  Rebrand della Radeon HD 8450.
3. ↑  Rebrand della Radeon HD 8470.
4. ↑  Rebrand della Radeon HD 8490.
5. 1 2  Rebrand della Radeon HD 8570.

### Fonti
1. ↑  AMD '14 GPU Tech Day: le nuove schede Radeon live dalle Hawaii | Pagina 1: Le nuove schede delle serie R7 e R9 | Hardware Upgrade
2. ↑   AMD Radeon R5 220 OEM, su techpowerup.com.
3. ↑   AMD Radeon R5 230, su techpowerup.com.
4. ↑   AMD Radeon R5 235 OEM, su techpowerup.com.
5. ↑   AMD Radeon R5 235X OEM, su techpowerup.com.
6. ↑   AMD Radeon R5 240 OEM, su techpowerup.com.
7. ↑   AMD Radeon R7 240 OEM, su techpowerup.com.
8. ↑   Radeon R7 240 And 250: Our Sub-$100 Gaming Card Round-Up, su tomshardware.com.
9. ↑   AMD Radeon R7 250 OEM, su techpowerup.com.
10. ↑   AMD Radeon R7 250X, su techpowerup.com.
11. ↑   AMD Radeon R7 260, su techpowerup.com.
12. ↑   AMD Radeon R7 260X, su techpowerup.com.
13. ↑   AMD Radeon R7 265, su techpowerup.com.
14. ↑   AMD Radeon R7 265X OEM, su techpowerup.com.
15. ↑   AMD Radeon R9 255 OEM, su techpowerup.com.
16. ↑   AMD Radeon R9 260 OEM, su techpowerup.com.
17. ↑   AMD Radeon R9 270, su techpowerup.com.
18. ↑   AMD Radeon R9 270X, su techpowerup.com.
19. ↑   AMD Radeon R9 280, su techpowerup.com.
20. ↑   AMD Radeon R9 280X, su techpowerup.com.
21. ↑   AMD Radeon R9 285, su techpowerup.com.
22. ↑   AMD Radeon R9 290, su techpowerup.com.
23. ↑   AMD Radeon R9 290X, su techpowerup.com.
24. ↑   AMD Radeon R9 290X2, su techpowerup.com.
25. ↑   AMD Radeon R9 295X2, su techpowerup.com.
26. ↑   Radeon R9 295X2, test della scheda video AMD raffreddata a liquido, su tomshw.it. URL consultato il 14 febbraio 2015 (archiviato dall'url originale il 14 febbraio 2015).